# 一井保造
一井 保造（いちい やすぞう、1898年5月22日 - 1985年3月27日）は、日本の実業家。三井船舶社長や、同社会長、日本船主協会会長などを務めた。

## 人物・経歴
兵庫県神戸市で生糸商伊藤商店の三男として生まれる。のち篠山藩士一井家に養子入りする。兵庫県立神戸商業学校（現兵庫県立神戸商業高等学校）、神戸高等商業学校（現神戸大学）を経て、1923年旧制東京商科大学（現一橋大学）卒業。上田貞次郎ゼミ出身。大学同期に中山伊知郎がいる。
大学卒業後兼松入社。のち三井物産入社。1946年から三井船舶社長を務め、同社を日本郵船とならぶ海運業大手に成長させた。1951年東京水上防火協会初代会長。1954年造船疑獄により逮捕されるが釈放される。1960年三井船舶会長。1973年商船三井相談役。日本船主協会会長なども務めた。